# صوفي حسن
صوفي حسن هي قرية في مقاطعة هشترود، إيران. عدد سكان هذه القرية هو 68 في سنة 2006.